# Prvenstvo Avstralije 1962
Prvenstvo Avstralije 1962 v tenisu.

## Moški posamično
Rod Laver :  Roy Emerson, 8–6, 0–6, 6–4, 6–4

## Ženske posamično
Margaret Court :  Jan Lehane O'Neill, 6–0, 6–2

## Moške dvojice
Roy Emerson /  Neale Fraser :  Bob Hewitt /  Fred Stolle, 4–6, 4–6, 6–1, 6–4, 11–9

## Ženske dvojice
Margaret Smith Court /  Robyn Ebbern :  Darlene Hard /  Mary Carter Reitano, 6–4, 6–4

## Mešane dvojice
Lesley Turner Bowrey /  Fred Stolle :  Darlene Hard /  Roger Taylor, 6–3, 9–7